# BorWin beta
BorWin beta — офшорна трансформаторна платформа, яка конвертує отриману від вітрових електростанцій продукцію зі змінного у прямий струм для подальшої подачі на суходіл через кабель HVDC (ЛЕП прямого струму високої напруги).
Платформу, що може забезпечити передачу 800 МВт потужності, спорудили для обслуговування кількох вітрових електростанцій: Глобаль-Тех I (400 МВт, надалі буде переключена на BorWin gamma), Фея-Мате (400 МВт), Дойче-Бухт (252 МВт, під'єднання заплановане на той же рік, коли Глобаль-Тех I переведуть на іншу платформу) та Альбатрос (67 МВт). Вона розташована в Північному морі у сотні кілометрів на північний захід від острова Боркум, поряд з першою в історії подібною спорудою BorWin alpha, з якою її з'єднує кабель-інтерконектор та місток завдовжки 30 метрів.
Опорну плиту вагою 2700 тонн зібрали у балтійському порту Вісмар, після чого в червні 2013-го доставили на позицію в район з глибиною моря 39 метрів. Тут її закріпили за допомогою шести сталевих паль довжиною по 83,5 метра, які заглибили на 50 метрів під морське дно. Роботи виконав плавучий кран великої вантажопідйомності Oleg Strashnov.
Надбудову для обладнання («топсайд») платформи споруджували у Варнемюнде. Звідти на понтоні його доставили у Вісмар, де відбулись фінальні приготування перед відправленням до місця встановлення. З метою уникнути потреби в повторному залученні крану великої вантажопідйомності «топсайд» BorWin beta спроєктували як плавучу самопідіймальну структуру. Три буксири вели його з Вісмару по трасі навколо Данії, оскільки він не проходив у габарити Кільського каналу. В квітні 2014-го ця основна конструкція вагою 12 000 тонн прибула на позицію і виконала операцію встановлення на основу та підйому до проєктної висоти, при цьому, враховуючи близькість BorWin alpha, з метою точного маневрування залучили одразу вісім буксирів. Для обслуговування процесу налагоджувальних робіт використовували самопідіймальне судно JB-117.
Платформа має розміри 72х54 метри та висоту 25 метрів. На її семи палубах окрім технологічного обладнання розміщено житлові приміщення та майданчик для гелікоптерів.
Спочатку кабельне судно Atalanti під'єднало ВЕС Глобаль-Тех 1 до BorWin beta за допомогою двох кабелів завдовжки по 30 км. А осінню 2016 року воно ж проклало сюди два кабелі довжиною по 11,2 км від ВЕС Фея-Мате. Зазначені лінії подають на BorWin beta електроенергію під напругою 155 кВ. Тут відбувається підвищення напруги до 300 кВ та подальша конвертація змінного струму у прямий.
Від BorWin beta електроенергія прямує до острова Нордернай (як і згаданий вище Боркум, належить до Фризького архіпелагу) по двох кабелях довжиною по 125 км (BorWin1), розрахованим на роботу під напругою 300 кВ. Разом з одним оптоволоконним кабелем їх укладало в траншею завглибшки від 1,5 до 5 метрів судно Giulio Verne. Після проходження під островом та мілководним Ваттовим морем, що відділяє його від материка, починається наземна ділянка завдовжки 75 км до другої конвертерної підстанції в Diele, котра перетворює струм назад у змінний та подає його в мережу під напругою 400 кВ (= нім. класифікація: 380 кВ).